# Myrmoecia lauta
Myrmoecia lauta är en skalbaggsart som först beskrevs av Thomas Casey 1893.  Myrmoecia lauta ingår i släktet Myrmoecia och familjen kortvingar. Inga underarter finns listade i Catalogue of Life.